# NGC 2292
NGC 2292 é uma galáxia lenticular (SB0) localizada na direcção da constelação de Canis Major. Possui uma declinação de -26° 44' 47" e uma ascensão recta de 6 horas, 47 minutos e 39,4 segundos.
A galáxia NGC 2292 foi descoberta em 20 de Janeiro de 1835 por John Herschel.